# Shigemaru Takenokoshi
Shigemaru Takenokoshi (Usuki, Ōita, 15. veljače 1906. – 6. listopada 1980.) japanski je nogometaš.

## Klupska karijera
Igrao je za Tokyo Imperial University LB.

## Reprezentativna karijera
Za japansku reprezentaciju igrao je od 1925. do 1930. godine. Odigrao je 5 utakmica postigavši 1 pogodak.

## Statistika
| Japan  | Japan | Japan |
| Godina | Nas.  | Gol.  |
| ------ | ----- | ----- |
| 1925.  | 1     | 0     |
| 1926.  | 0     | 0     |
| 1927.  | 2     | 1     |
| 1928.  | 0     | 0     |
| 1929.  | 0     | 0     |
| 1930.  | 2     | 0     |
| Ukupno | 5     | 1     |

## Vanjske poveznice
- National Football Teams
- Japan National Football Team Database